# Miner Kilbourne Kellogg

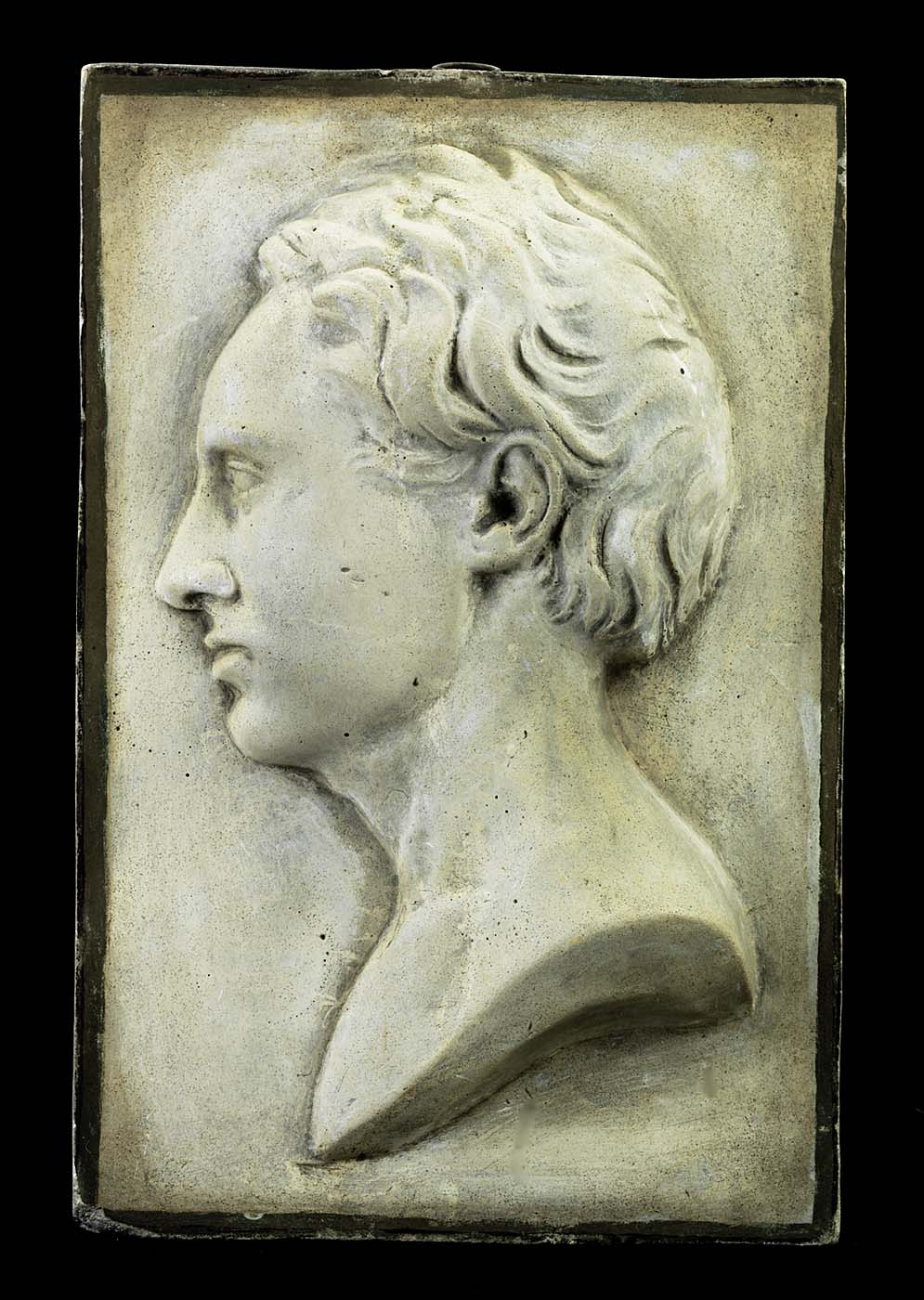
Miner Kilbourne Kellogg, Porträtrelief von Shobal Vail Clevenger (1812–1843), 1839

Miner Kilbourne Kellogg (* 22. August 1814 in Manlius Square, New York; † 17. Februar 1889 in Cleveland, Ohio) war ein US-amerikanischer Porträt-, Landschafts- und Orientmaler.

## Leben
Kellogg war Sohn des Schneiders Charles F. Kellogg und dessen Ehefrau Almira. Seine Familie war puritanisch-neuengländischer Herkunft und gehörte im Laufe der Zeit verschiedenen protestantischen Gruppierungen an. 1818 kam sie nach Cincinnati, Ohio, wo Miner Kellogg seine Kindheit verbrachte, ehe seine Familie 1825 der von Robert Owen gegründeten frühsozialistischen Siedlung New Harmony in Indiana beitrat. In dieser Kommune schliefen die Kinder in eigenen Schlafsälen und bekamen eine vegetarische Ernährung. Sommers liefen sie barfuß. In einer Uniform nahm er am Schulunterricht teil, er lernte Flöte, später auch Violine spielen, außerdem Malen und Zeichnen unter Charles-Alexandre Lesueur. Als die Kommune zerbrach, versuchte die Familie noch, in einer anderen Siedlungsgemeinschaft bei Jeffersonville zu leben. Schließlich ließ sie sich 1827 wieder in Cincinnati nieder. Zusammen mit dem späteren Bildhauer Hiram Powers besuchte Miner Kellogg dort eine Privatschule der Swedenborgianer. Zusammen nahmen sie auch Unterricht bei dem deutschamerikanischen Maler und Bildhauer Frederick Eckstein. In Cincinnati hatten sie ferner Berührung mit den verschiedenen künstlerischen Aktivitäten der Schriftstellerin Frances Trollope.
In diesem Milieu etablierte sich Kellogg als Bildnismaler, nachdem der Reisemaler Abraham G. D. Tuthill (1776–1843) ihn 1831 im Porträtfach geschult hatte. Auch der Porträtmaler Frederick Franks, der 1828 mit der Gallery of Fine Arts in Cincinnati einen kommerziellen Kunstsalon gegründet hatte, soll ihn als Maler geschult und als seinen Mitarbeiter instruiert haben. Eine Weile begab sich Kellogg auf Wanderschaft und bereiste Kentucky und das südöstliche Ohio sowie New York und wohl auch New Jersey. 1837 erhielt er den Auftrag, Gilbert Stuarts Washington-Porträt für das State Capitol in Trenton zu kopieren. Durch politische Kontakte traf er US-Präsident Martin Van Buren und US-Kriegsminister Joel Roberts Poinsett, die ihm eine spezielle Zulassung zum Studium an der Militärakademie in West Point verschafften. Dort studierte er von 1838 bis 1839 bei dem Maler Robert Walter Weir (1803–1889). 1839 beteiligte er sich an der Jahresausstellung des Ohio Mechanics’ Institute mit zwei Porträts.

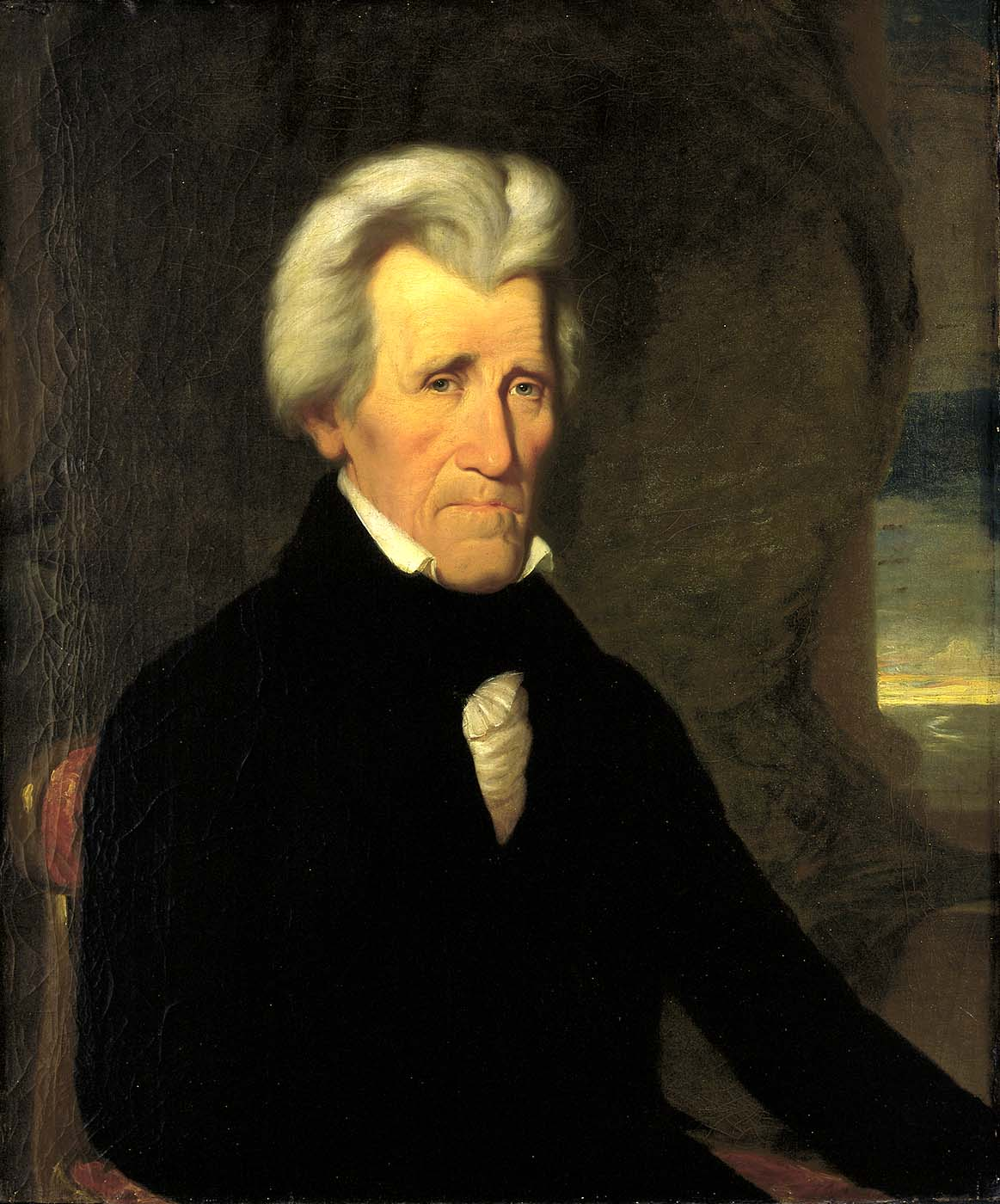
Andrew Jackson, um 1840, Smithsonian American Art Museum

1839 verließ er West Point, kehrte nach Cincinnati zurück und gehörte bald zum Kreis der Künstler um Godfrey Frankenstein, die den Versuch unternahmen, eine Cincinnati Academy of Fine Arts in Leben zu rufen. Auf Ausstellungen dieser Akademie präsentierte er Porträts, Landschaften und religiöse Motive, außerdem einige bildhauerische Versuche. Als anerkannter Künstler der Stadt erhielt er in dieser Zeit den Auftrag, den US-Präsidenten Andrew Jackson auf seinem Altersruhesitz im Davidson County, Tennessee, zu porträtieren. Als er dieses Bildnis in Washington, D.C. vorstellte, erhielt er mehrere Anfragen zur Anfertigung von Kopien des Gemäldes.

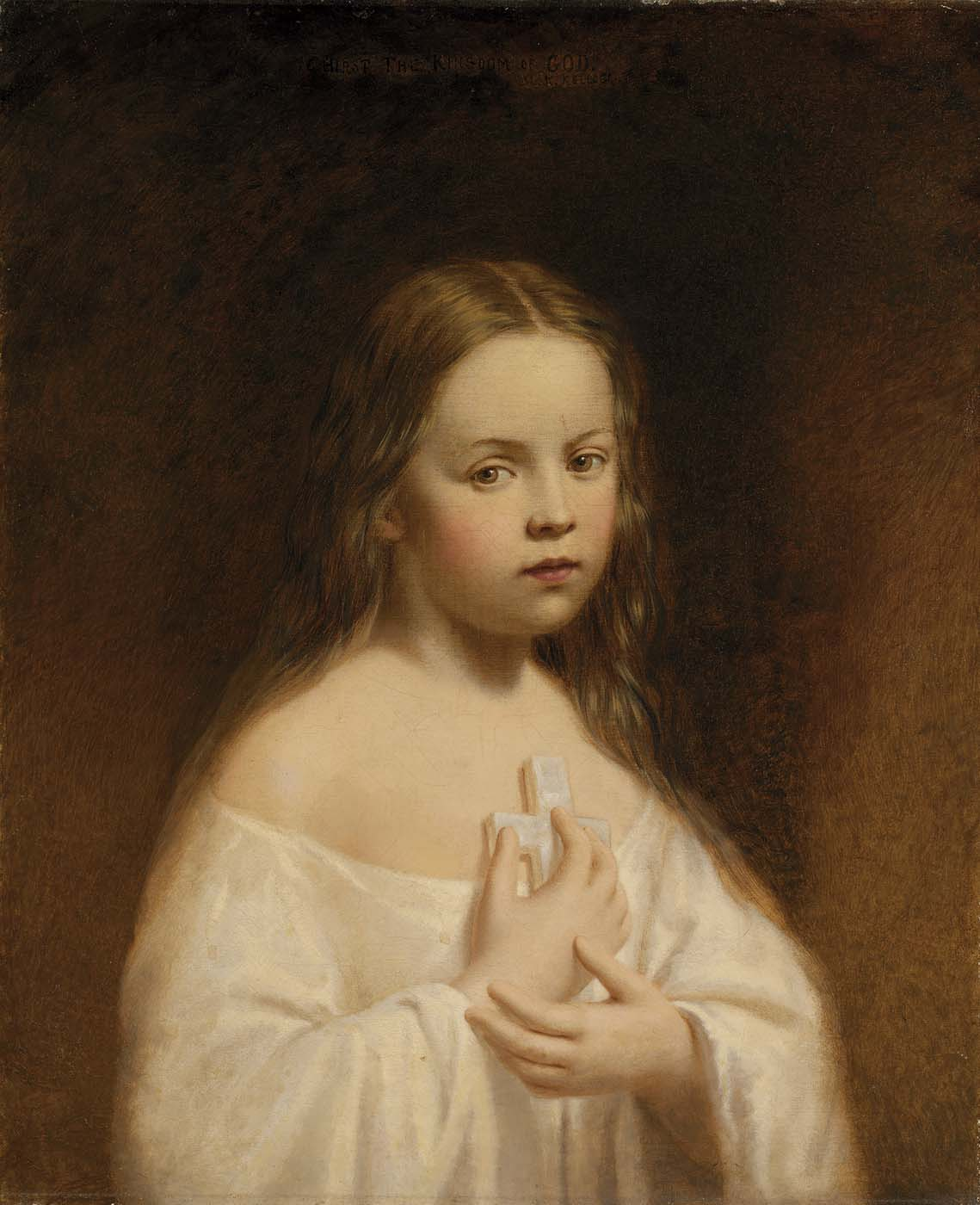
Bildnis von Powers’ Tochter, Smithsonian American Art Museum

1841 beauftragte ihn die US-Administration als Kurier des US-Außenministeriums mit einer Mission nach Italien. Nach einer Station in Lissabon ließ er sich für eine Weile in Florenz nieder, wo er von 1841 bis 1845 lebte, die Kunst der europäischen Malerei studierte und die alte Freundschaft mit Hiram Powers, welcher nun ein bewunderter Bildhauer war, wieder aufleben ließ.

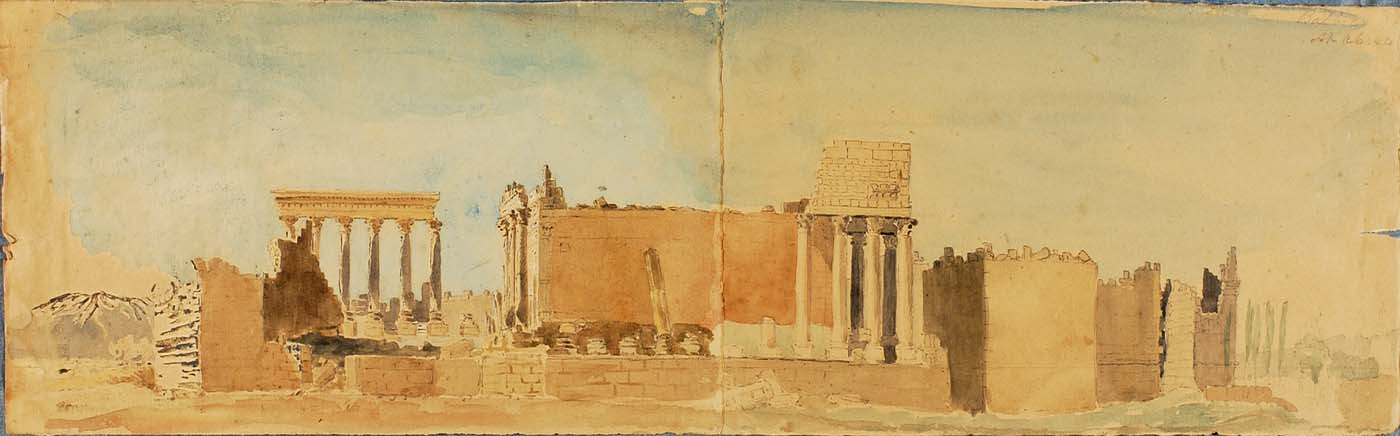
Ruinen von Baalbek, Aquarell, 1844, Smithsonian American Art Museum

Ab 1843 erledigte Kellogg einige Missionen, die ihn nach Ägypten und in das Osmanische Reich führten. Dort lernte er auch den Archäologen Austen Henry Layard kennen. Nach diesen Missionen half er seinem Freund Powers bei der Ausstellungstour, mit der dieser seine berühmte Skulptur The Greek Slave (Die griechische Sklavin) in den Jahren 1847 bis 1849 durch die Vereinigten Staaten auf Reisen schickte. Dabei ließ Kellogg einige seiner Gemälde ebenfalls ausstellen. 1851 kehrte Kellogg in die Vereinigten Staaten zurück. Als Ehrenmitglied wurde er im selben Jahr in New York City in die National Academy of Design aufgenommen.
Von 1854 bis 1858 lebte Kellogg wieder in Europa. Am 17. Februar 1858 heiratete er in Paris die US-amerikanische Auslandskorrespondentin Celia Logan (1837–1904). Die Ehe wurde im Dezember 1865 geschieden. Kellogg erhielt das Sorgerecht für das gemeinsame Kind.
1858 stellte er von Paris aus in der Royal Academy in London das Bildnis eines Amerikaners im Kostüm eines Beduinenscheichs aus. Nach einer Station in New Harmony, Indiana, im Jahr 1860, wo er ein Porträt des Politikers Robert Dale Owen malte, lebte er bis zu seinem Tod in Ohio, möglicherweise mit einer Unterbrechung in den Jahren 1867 bis 1870, die er in Baltimore zugebracht haben könnte. 1872 war er Teilnehmer einer Erkundungsreise der Texas Copper and Land Association.
In seinen späteren Jahren schrieb er Artikel über Alte Meister europäischer Malerei. Auch sammelte er Kunstwerke. Seine Sammlung verkaufte er schließlich an L. E. Holder in Cleveland, Ohio.